# Phytomyza breviseta
Phytomyza breviseta este o specie de muște din genul Phytomyza, familia Agromyzidae. A fost descrisă pentru prima dată de Zetterstedt în anul 1860.
Este endemică în Sweden. Conform Catalogue of Life specia Phytomyza breviseta nu are subspecii cunoscute.